# Marcel Desprets
Marcel Cyr Desprets (Saint-Quentin, 1906. augusztus 19. – Brignoles, 1973. március 12.) olimpiai és világbajnok francia párbajtőrvívó.